# Comme nos parents
Pour plus de détails, voir Fiche technique et Distribution.
Comme nos parents (Como Nossos Pais) est un film dramatique brésilien réalisé par Laís Bodanzky et sorti en 2017.
Il a été projeté en avant-première dans la section Panorama de la Berlinale 2017.

## Synopsis
Rosa mène une vie routinière qui la désespère, car rien ne correspond à ses attentes. Elle est la fille de Clarice et Homero, des intellectuels divorcés de la classe moyenne supérieure de São Paulo aux idées progressistes qui vivent ensemble de plein gré. Plus conservatrice qu'eux, Rosa vit en conflit notamment avec sa mère, une relation ambiguë et pleine d'amertume. À la maison, les choses ne vont pas bien non plus, puisque son mariage avec l'anthropologue Dado est sur le point de capoter en raison d'un manque de communication entre eux deux. L'arrivée de ses filles, Nara et Juliana, à l'âge de la pré-adolescence, est marquée par des conflits et un sentiment de manque d'engagement pour faire face à la situation. Comme si cela ne suffisait pas, Rosa continue à subvenir aux besoins de la maison avec un travail frustrant qui l'étouffe et tue chaque jour son désir de devenir dramaturge. Parmi tous les conflits familiaux et professionnels, elle doit faire face aux dilemmes d'une phase particulière de sa vie, où tout semble loin de la vie qu'elle idéalisait.

## Fiche technique
- Titre original brésilien : Como Nossos Pais[2]
- Titre français : Comme nos parents[3]
- Réalisation : Laís Bodanzky
- Scénario : Laís Bodanzky, Luiz Bolognesi
- Photographie : Pedro J. Márquez
- Montage : Rodrigo Menecucci
- Décors : Rita Faustini
- Costumes : Cássio Brasil
- Maquillage : André Anastácio
- Production : Pryka Almeida, Rodrigo Castellar, Caio Gullane, Ana Saito, Marute Viana, Viviane Zangrossi
- Société de production : Buriti Filmes, Globo Filmes, Gullane, Petrobrás
- Pays de production :  Brésil
- Langue originale : portugais
- Format : Couleurs - 1,85:1
- Genre : Drame
- Durée : 102 minutes
- Date de sortie : 
  - Allemagne : 10 février 2017 (Berlinale 2017)
  - France : 23 juin 2017 (Festival du cinéma brésilien de Paris)
  - Brésil : 31 août 2017

## Distribution
- Maria Ribeiro (pt) : Rosa Fabri Vasconcellos
- Paulo Vilhena : Eduardo Vasconcellos (Dado)
- Clarisse Abujamra : Clarice Fabri
- Jorge Mautner (en) : Homero Fabri : Homero Fabri
- Sophia Valverde : Nara Fabri Vasconcellos
- Annalara Prates : Juliana Fabri Vasconcellos
- Felipe Rocha : Pedro
- Gilda Nomacce : Didi
- Cazé Peçanha : Cacau
- Herson Capri : Roberto Nathan Roberto Nathan
- Heleninha Boskovic Cortez : Rosa (enfant)
- Ralf Henze : scientifique américain